# La Barranca, Zacatecas
La Barranca är en ort i Mexiko.   Den ligger i kommunen Tabasco och delstaten Zacatecas, i den centrala delen av landet, 500 km nordväst om huvudstaden Mexico City. La Barranca ligger 1 853 meter över havet och antalet invånare är 110.
Terrängen runt La Barranca är lite bergig. Runt La Barranca är det ganska glesbefolkat, med 38 invånare per kvadratkilometer. Närmaste större samhälle är Tabasco, 16,2 km sydost om La Barranca. I omgivningarna runt La Barranca växer huvudsakligen savannskog.